# 让-巴蒂斯特·爱德华·博尼特
让-巴蒂斯特·爱德华·博尼特（1828年6月2日—1911年12月18日）是一位法国植物学家，1891年获林奈奖章。